# Anna Polinari
Anna Polinari (* 7. Februar 1999 in Verona) ist eine italienische Sprinterin und Hürdenläuferin, die sich auf die 400-Meter-Distanz spezialisiert hat. 2024 wurde sie Vizeeuropameisterin in der Mixed-Staffel über 4-mal 400 Meter.

## Sportliche Laufbahn
Erste internationale Erfahrungen sammelte Anna Polinari im Jahr 2016, als sie bei den erstmals ausgetragenen Jugendeuropameisterschaften in Tiflis mit 62,54 s in der ersten Runde im 400-Meter-Lauf ausschied. 2017 schied sie bei den U20-Europameisterschaften in Grosseto mit 60,38 s im Halbfinale aus und verhalf der italienischen 4-mal-400-Meter-Staffel zum Finaleinzug. Im Jahr darauf kam sie bei den U20-Weltmeisterschaften in Tampere mit 61,59 s nicht über die Vorrunde über die Hürden hinaus und 2019 belegte sie bei den U23-Europameisterschaften in Gävle in 3:36,96 min den fünften Platz mit der Staffel. 2021 schied sie bei den U23-Europameisterschaften in Tallinn mit 54,07 s im Semifinale im 400-Meter-Lauf aus und gelangte mit der Staffel mit 3:33,52 min auf Rang sechs. Im Jahr darauf startete sie mit der Staffel bei den Mittelmeerspielen in Oran und siegte dort in 3:29,93 min und anschließend erreichte sie bei den Weltmeisterschaften in Eugene mit der Staffel das Finale und klassierte sich dort mit 3:26,45 min auf dem siebten Platz. Daraufhin schied sie bei den Europameisterschaften in München mit 52,60 s in der ersten Runde über 400 Meter aus und verpasste im Staffelbewerb mit 3:28,14 min den Finaleinzug.
2023 schied sie bei den Halleneuropameisterschaften in Istanbul mit 53,38 s in der ersten Runde über 400 Meter aus und gewann in der 4-mal-400-Meter-Staffel in 2:28,61 min gemeinsam mit Alice Mangione, Ayomide Folorunso und Eleonora Marchiando die Silbermedaille hinter dem niederländischen Team und stellte damit einen neuen Landesrekord auf. Im Juni wurde sie bei der 1. Liga der Team-Europameisterschaft im Rahmen der Europaspiele in Chorzów mit der Mixed-Staffel in 3:13,56 min Dritte im A-Lauf. Im August belegte sie bei den Weltmeisterschaften in Budapest in 3:24,98 min den siebten Platz in der 4-mal-400-Meter-Staffel. Im Jahr darauf wurde sie bei den World Athletics Relays in Nassau in 3:16,47 min Vierte im B-Lauf in der 2. Qualifikationsrunde der Mixed-Staffel für die Olympischen Spiele und verpasste somit ein Fixticket. Anschließend schied sie bei den Europameisterschaften in Rom mit 52,53 s im Halbfinale über 400 Meter aus und gewann mit der Mixed-Staffel in 3:10,69 min gemeinsam mit Luca Sito, Edoardo Scotti und Alice Mangione die Silbermedaille hinter dem irischen Team. Zudem belegte sie mit der Frauenstaffel in 3:23,40 min den vierten Platz und stellte damit einen neuen Landesrekord auf. Im August verhalf sie der Mixed-Staffel bei den Olympischen Sommerspielen in Paris zum Finaleinzug und schied mit der Frauenstaffel mit 3:26,50 min im Vorlauf aus.

## Persönliche Bestleistungen
- 400 Meter: 51,69 s, 25. Mai 2024 in Brüssel
  - 400 Meter (Halle): 52,82 s, 19. Februar 2023 in Ancona
- 400 m Hürden: 59,82 s, 6. Mai 2018 in Caorle